# Браттейн, Уолтер Хаузер
Уолтер Хаузер Браттейн (англ. Walter Houser Brattain; 10 февраля 1902 — 13 октября 1987) — американский физик, лауреат Нобелевской премии по физике в 1956 году «за исследования полупроводников и открытие транзисторного эффекта» (совместно с Уильямом Брэдфордом Шокли и Джоном Бардином).

## Биография
Уолтер Браттейн родился в семье Росса Р. Браттейна и Оттиль Хаузер в городе Амой в Китае. Вырос в штате Вашингтон, США. Степень бакалавра получил в 1924 г. в Уитменском колледже, степень магистра в 1926 г. в Орегонском университете. После защиты диссертации в 1929 г. в университете Миннесоты поступает на работу в лаборатории Белла.
В 1935 г. Браттейн женился на Керен Гилмор. У них родился сын Уильям Гилмор Браттейн. В 1958 г. повторно женился на Эмме Миллер. Умер в Сиэтле в 1987 г.

## Научная деятельность
Браттейн занимался преимущественно свойствами поверхностей твёрдых тел. После первых своих исследований вольфрама он занялся поверхностными эффектами в полупроводниках, таких как кремний и германий, и внёс существенный вклад в их понимание. Совместно с Джоном Бардином разработал транзистор на точечном p-n-переходе.
В 1956 г. удостоен, совместно с Бардином и Уильямом Шокли, Нобелевской премии по физике «за исследования полупроводников и открытие транзисторного эффекта».

## Награды
- Медаль Стюарта Баллантайна от института Франклина, 1952 г.
- Медаль Джона Скотта, 1954 г.
- Премия памяти Рихтмайера, 1956 г.
- Нобелевская премия по физике, 1956 г.